# Tomicodon rhabdotus
Tomicodon rhabdotus is een  straalvinnige vissensoort uit de familie van schildvissen (Gobiesocidae). De wetenschappelijke naam van de soort is voor het eerst geldig gepubliceerd in 1969 door Smith-Vaniz.
De soort staat op de Rode Lijst van de IUCN als niet bedreigd, beoordelingsjaar 2009.